# Leherheide

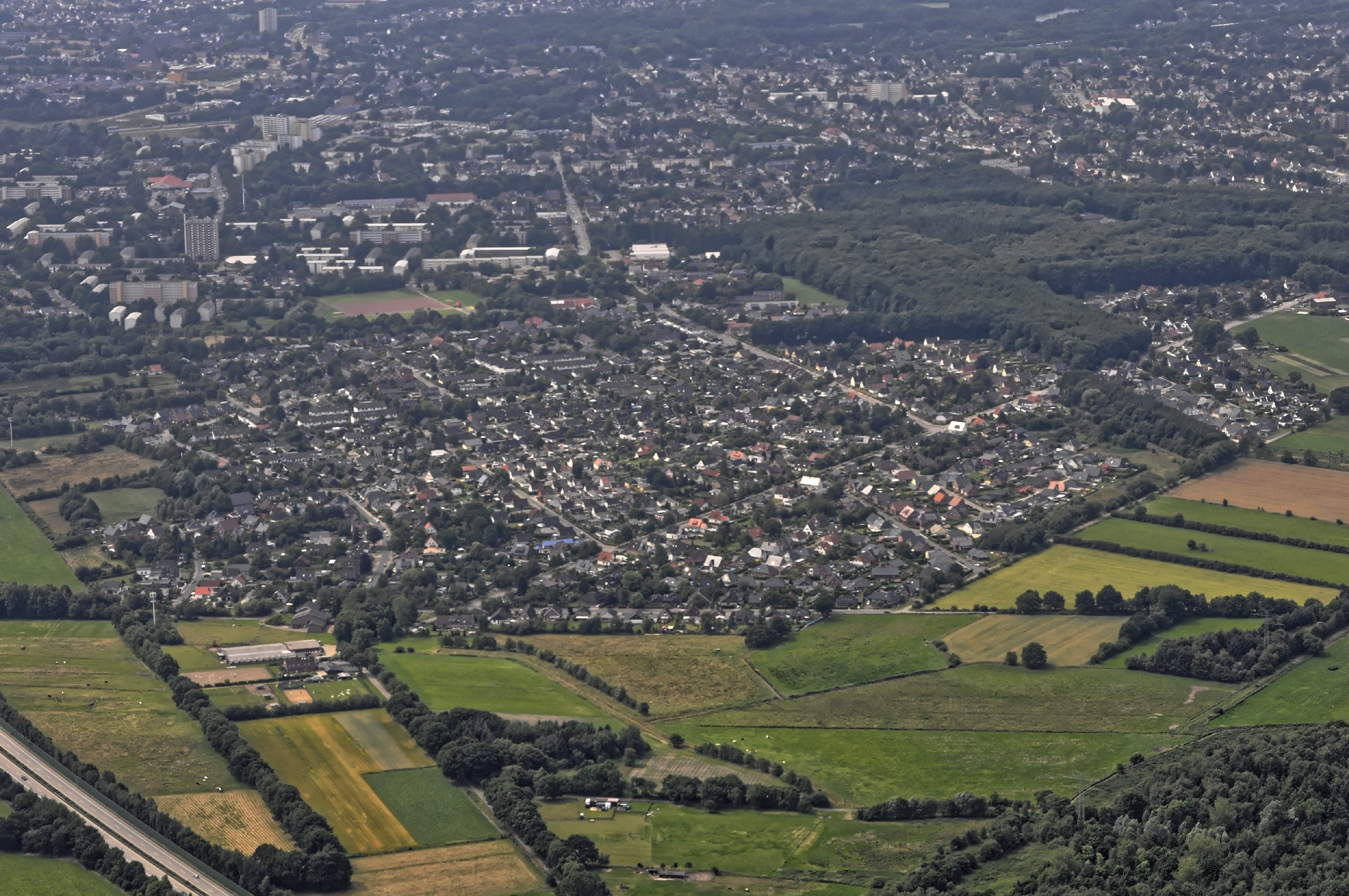
Leherheide von oben

Leherheide (niederdeutsch Leherheid) ist ein Stadtteil im Stadtbezirk Nord der Stadtgemeinde Bremerhaven in der Freien Hansestadt Bremen.

## Geografie

### Lage
Leherheide liegt auf den Ausläufern der Hohen Lieth. Im Stadtteil liegt der zweithöchste Punkt Bremerhavens, der Leherheider Tunnelberg. Er entstand aus einem Teil des Bodenaushubes vom Hafentunnel mit einer Höhe von 25,5 m ü. NHN. Der nördlichste Stadtteil grenzt im Norden an die Stadt Geestland und im Süden an den Stadtteil Lehe.

### Gliederung
| Ortsteile       | km²  | Einwohner |
| --------------- | ---- | --------- |
| Fehrmoor        | 2,28 | 2871      |
| Königsheide     | 2,30 | 5282      |
| Leherheide-West | 1,88 | 8139      |

(Stand: 31. Dezember 2018; Quelle:)

### Ausdehnung des Stadtteils
Ein Teil des Ortsteils Fehrmoor ist durch einen schmalen Streifen Niedersachsens vom restlichen Stadtgebiet abgetrennt und somit eine Exklave der Stadt und des Bundeslandes.

## Geschichte

### Die Namen
Der Wortteil Lehe steht für das althochdeutsche Wort Lieth, was so viel bedeutet wie Hügel. Leherheide liegt wie der namensgebende Stadtteil Lehe auf dem Ausläufer der eiszeitlich gebildeten Hohen Lieth, dem Geestrücken zwischen Cuxhaven und Lehe. Der zweite Wortteil von Leher Haide deutet nur darauf hin, dass auf dem sandigen Gebiet viel Heide zu finden war.
Im Nordosten von Leherheide lag in überlieferten, verschiedenen Schreibweisen das Fehr-, Feer-, Veer-, Fer- oder Fernemoor, das als Flurname eines „fernen“ Moors dem Ortsteil Fehrmoor seinen Namen gab.
Durch den späteren Ortsteil Königsheide soll einst der König von Hannover geritten sein und ein Lager aufgeschlagen haben. Hannover war von 1814/15 bis 1866 ein Königreich.

### Frühe Entwicklung
Steinzeitliche und bronzezeitliche Funde weisen auf frühere kleinere Besiedlungen hin. In mittelalterlichen Schriften wurde eine Mühle zur Versorgung der Sieverdesburg im Ferne Moor erwähnt, die um 1343/44 vom Bremer Erzbischof Burchard Grelle bei Sievern errichtet wurde. Die Herren bzw. Ritter von Bederkesa verwalteten Burg und Mühle, bis beide 1500 zerstört wurden. Weiderechte, Grundstücksgrenzen sowie die Aufteilung der Allmende als gemeinschaftliches Eigentums sind belegt worden. Hier entwickelt sich zunächst ein landwirtschaftliches Gebiet der Gemeinde Lehe; der Ort war also kein gewachsenes altes Dorf.
1827 erwarb die Freie Hansestadt Bremen ein Gelände nördlich der Geestemündung und legte dort einen Seehafen und die Stadt Bremerhaven an.
Ab 1846 fand ein Zuzug von Landarbeitern aus Mecklenburg statt, die im Hafen von Bremerhaven Arbeit fanden. Johann Krüger mit seinem Haus am heutigen Fehrmoorweg wurde als erster Siedler auf der Leher Haide in der Leher Feldmark aus dieser Zeit genannt. Die Allmende wurde 1846 aufgelöst und an die stimmberechtigten Leher Bürger aufgeteilt. Im nahen Moor wurde Torf als Heizmaterial gestochen. Streitigkeiten zwischen Siedlern aus Lehe, Spaden und Land Wursten, vor allem wegen der Nutzung des Ferne Moor, heute Fehrmoor, und von Weideflächen in der Kranshören und am Pleddernbach, mussten geschlichtet werden. 1850 kam Clausens Hof, später Gut Blumenaurin. 1870 gab es erst sieben Ansiedlungen. 1894 entstand am Mecklenburger Weg die erste Schule.
Um 1900 war eine Ansiedlung in den Bereichen um die Langener Landstraße zu verzeichnen mit einem Zentrum an der Kreuzung zum Debstedter Weg. 1901 baute Lehe ein Wasserwerk am Debstedter Weg.
1909 fand die Gründung der Freiwilligen Feuerwehr Lehe – Abteilung Leherheide – statt. Der erste Wehrführer war der Bauunternehmer Dankrot Hesse. 1909 wurde auch die Leherheider Schule am Debstedter Weg eingeweiht. 1911 entstand eine Abteilung der Leher Turnerschaft (LTS) in Leherheide. Daraus wurde der TSV Leherheide und später der Verein Sport-Freizeit-Leherheide (SFL). Von 1911 bis zum Anfang der 1920er Jahre stand eine Windmühle am Ginsterweg. Seit 1919 führte die verlängerte Straßenbahnlinie, heutige BVV-Buslinien, über Speckenbüttel durch Leherheide.
Von 1921 bis 1923 wurden in Gruppen Ein- und Zweifamilienhäuser zwischen Debstedter Weg, Mecklenburger Weg, Hermann-Löns-Straße und Pappelweg gebaut.
1923 erwarben die Brüder Gustav und Georg Thiele ein Grundstück. Es entstand ein kleiner ca. 20.000 m² großer Skulpturenpark, den 1985 die Stadt erwarb.
1935 entstand am Buchenweg auf Initiative des Norddeutschen Lloyds die hufeisenförmige Siedlung Seefahrt mit 42 Häusern für ihre Seeleute. Jedes der Nebenerwerbshäuser hatte 1000 m² Grundstücksfläche.
1936 wurden die reformierte Kirche am Heideschulweg und die lutherische Johanneskirche an der Langener Landstraße geweiht. Die Predigten der oppositionellen Pastoren wurden von der Gestapo überwacht.
Im Stadtwerkewald entwickelte sich ein Wasserwerk, das 1962 ausgebaut wurde. Die Straßenbahn führte am Westrand durch Leherheide (bis 1982) von Lehe bis nach Langen-Friedrichsruh bzw. ab 1958 bis zur Stadtgrenze in Langen. 1961 wurde an der Stadtgrenze zu Langen der Omnibusbahnhof in Betrieb genommen.
1950 war der Baubeginn der Siedlung am Brillenmoor, die 1952 den Namen Bernhard-Lohmüller-Siedlung erhielt.
1955 fand die Einweihung der evangelischen Markuskirche am Entenmoorweg statt und 1964 die der Lukaskirche in der Hans-Böckler-Straße. 1957 wurde am Mecklenburger Weg die US-Kapelle zur katholischen St.-Ansgar-Kirche umgewandelt und ausgebaut.

### Ausbau zum Stadtteil
Als nach dem Zweiten Weltkrieg Bremerhaven für den rasant steigenden Wohnungsbedarf große Flächen benötigte wurden mit Beginn der 1960er bis in die 1970er Jahre das Neubaugebiete im Ortsteil Leherheide-West im Wesentlichen durch die Wohnungsbaugesellschaft Neue Heimat, später GEWOBA, erbaut. Hier leben rund die Hälfte der Einwohner von Leherheide. Bis 1964 waren 3500 Wohnungen gebaut und in Leherheide wohnten 12.000 Einwohner. Schulen entstanden: 1962 eine Grundschule am Mecklenburg Weg/Ecke Brombeerweg und 1967 als weiterführende Schule die Heinrich-Heine-Schule. Eine Kulturgemeinschaft entstand 1964.
1970 eröffnete das Gartenhallenbad Nord und 1971 die Johann-Gutenberg-Schule und die Karl-Marx-Schule als Grund- und heute Ganztagsschule entstand.
1971 wurde Leherheide durch eine Neueinteilung der Ortsteile in Bremerhaven zum Stadtteil erhoben.
Seit 1974 hat die Autobahn A 27 freie Fahrt. Leherheide wird durch die Abfahrt Überseehäfen/Leherheide erschlossen. Der erste Abschnitt des Autobahnzubringers Cherbourger Straße von der Wurster Straße zur Langener Landstraße war schon 1971 übergeben worden. Ein Ausbau des Autobahnzubringers mit einem Tunnelabschnitt wurde, nach mehrjährigen Rechtsstreiten gegen die Ausbauplanung, bis 2024 fertiggestellt.
1975 konnte die Hans-Gabrich-Sporthalle an der Kurt-Schumacher-Straße übergeben werden.

### Einwohnerentwicklung
| Jahr | Einwohner | Quelle |
| ---- | --------- | ------ |
| 1880 | 000 109 ¹ | [ 3 ]  |
| 1950 | 005.000 ² |        |
| 1964 | 012.000 ² |        |
| 1990 | 020.000 ² | [ 4 ]  |
| 2000 | 17.604    | [ 5 ]  |
| 2005 | 16.756    | [ 6 ]  |
| 2010 | 16.047    | [ 7 ]  |
| 2015 | 16.247    | [ 8 ]  |
| 2018 | 16.292    | [ 1 ]  |

¹ in 19 Familien

² Angaben: etwa
|  |

## Politik
Alle Bürger – auch Initiativen, Gruppen und Vereine, Schulen, Kindergärten, Kirchgemeinde und anderer Einrichtungen – können in der öffentlichen Stadtteilkonferenz Leherheide (STK) an der Gestaltung des Stadtteils mitwirken, und diese durch ihre Sprecher gegenüber dem Magistrat der Seestadt Bremerhaven und der Bremerhavener Stadtverordnetenversammlung vertreten. Die erste Stadtteilkonferenz fand am 17. Februar 1992 statt.

## Kultur und Sehenswürdigkeiten

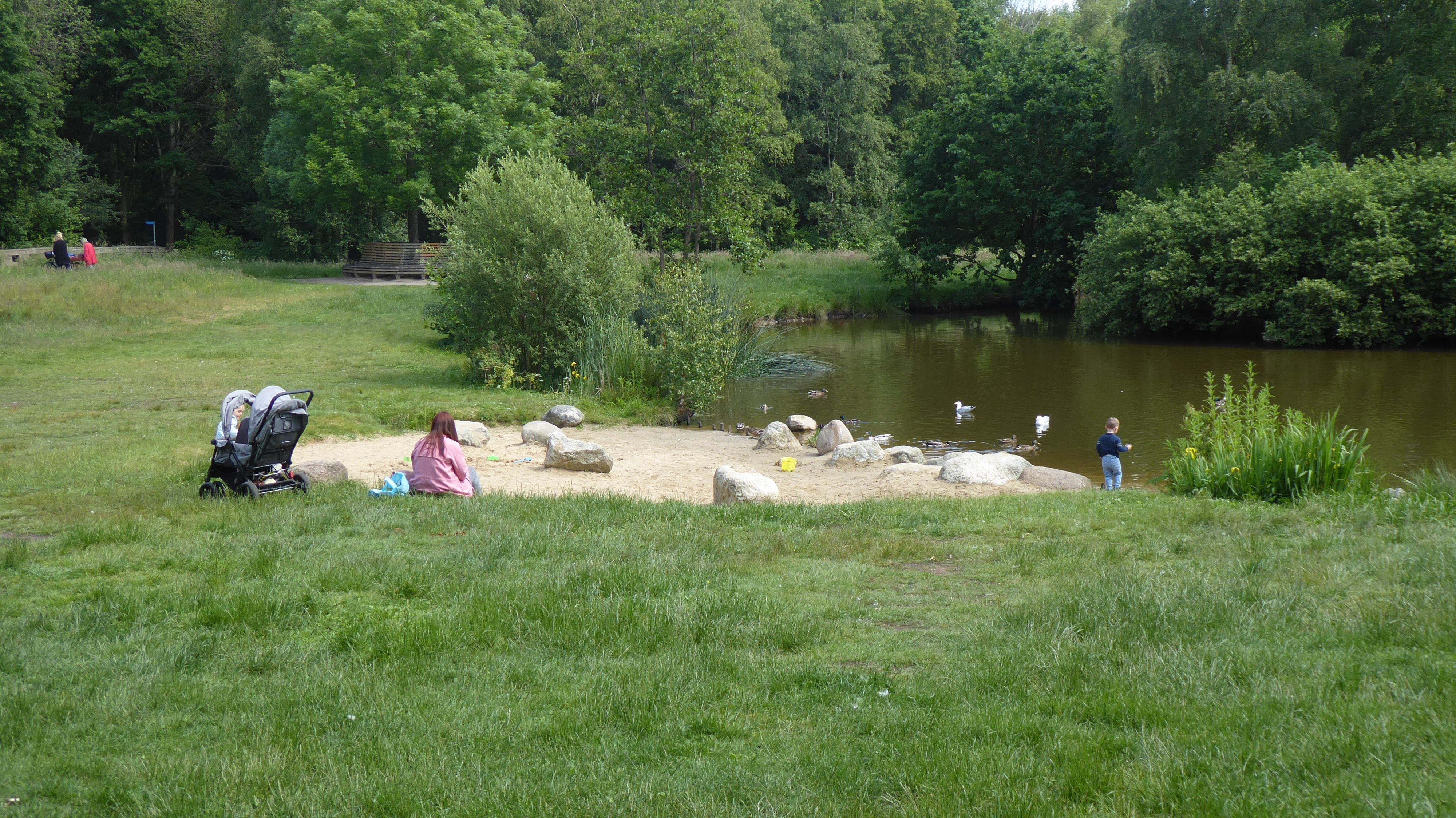
Idylle am Erikasee

- Thieles Garten mit einem Skulpturengarten der Künstlerfamilie Thiele
- Erikasee
- Leherheider Tunnelberg
- Spielpark Leherheide

## Öffentliche Einrichtungen

### Kinderbetreuungseinrichtungen
- Kindertagesstätte Otto-Oellerich-Straße
- Kindertagesstätte Neuemoorweg
- Kindertagesstätte Julius-Brecht-Straße
- Kindertagesstätte Mecklenburger Weg
- Ev.-luth. Kindertagesstätte Johannesmäuse
- Kindertagesstätte Ferdinand-Lassalle-Straße
- Kindertagesstätte Max & Moritz
- Kindertagesstätte Sankt Ansgar

### Schulen
- Grundschule und Förderzentrum
  - Friedrich-Ebert-Schule, Mecklenburger Weg 174

- Grundschulen
  - Fritz-Husmann-Schule, Debstedter Weg 84
  - Karl-Marx-Schule, Ferdinand-Lassalle-Straße 6
  - Heidjer-Schule, Mecklenburger Weg 32

- Sekundarstufe I
  - Heinrich-Heine-Schule, Gesamtschule mit Gymnasium, Hans-Böckler-Straße 30
  - Johann-Gutenberg-Schule, Gesamtschule mit Gymnasium, Fuhrenweg 3–19

### Soziale Einrichtungen
- Kinderwohnung Sonnenblume e. V.
- Freizeittreff Leherheide, Ferdinand-Lassalle-Straße 68

### Kirchgemeinden
- Ev.-luth. Lukaskirchengemeinde Bremerhaven-Leherheide, Louise-Schröder-Straße 1
- Ev.-luth. Markuskirchengemeinde Bremerhaven-Leherheide, Entenmoorweg 11–15
- Ev.-reformiertes Gemeindezentrum Leherheide, Heideschulweg 9–11
- Katholische St.-Ansgar-Kirche, von 1974 nach Plänen von Jo Filke, Mecklenburger Weg 34

### Sport
Sportanlagen
- SFL-Anlage, Mecklenburger Weg 178a
- Bad 1 (ehemals Hallenbad 2, vormals Hans-Gabrich-Halle), Kurt-Schumacher-Straße 14
- Skatepark am Spielpark Leherheide

Vereine
- Sport-Freizeit-Leherheide Bremerhaven (SFL), Mecklenburger Weg 178a

## Verkehr

### ÖPNV
Die Bremerhavener Versorgungs- und Verkehrs-GmbH verbindet Leherheide mit neun Linien an die anderen Stadtteile. Das Anruf-Linien-Taxi 513 ergänzt das Angebot innerhalb des Stadtteils. Bis 1982 verkehrte die Straßenbahnlinie 2 der Verkehrsgesellschaft Bremerhaven AG (VGB) von Geestemünde aus am Westrand Leherheides entlang bis zur Stadtgrenze Langen. Der östliche Teil, damals nur Einzelbebauung, erhielt eine Busanbindung Anfang der 1950er-Jahre. Die dicht bewohnten Neubauviertel ab ca. 1960 wurden jedoch nie an das Straßenbahnnetz angeschlossen.

### Individualverkehr
Mit dem Auto ist Leherheide über die ehemalige Bundesstraße 6 und über die Bundesautobahn 27 (Anschlussstelle Leherheide/Überseehäfen) via Cherbourger Straße zu erreichen. Die Hauptdurchfahrtsstraßen des Stadtteils sind neben letzterer die Langener Landstraße (ehemals B 6) und die Hans-Böckler-Straße, sowie der Debstedter Weg und der Mecklenburger Weg.

## Persönlichkeiten
- Sina Dertwinkel (* 1988), Politikerin (CDU) und Mitglied der Bremischen Bürgerschaft
- Harry Gabcke (1927–1988), der Pädagoge und Heimatforscher wirkte an Schulen in Leherheide
- Arthur Harms (1915–1983), Politiker (SPD), Mitglied der Bremischen Bürgerschaft
- Uwe Klimaschefski (* 1938), Fußballspieler und -trainer
- Harald Neujahr (* 1937), Politiker (FDP), war Mitglied der Bremischen Bürgerschaft
- Thorolf Oeing (* 1943), Politiker (CDU, REP), war Mitglied der Bremischen Bürgerschaft
- Gerhard Olbrich (1927–2010), Pädagoge, Maler und Bildhauer
- Frank Schildt (* 1962), Politiker (SPD), Mitglied der Bremischen Bürgerschaft
- Dieter Tiedemann (* 1935), Politiker (SPD) und Bremer Senator